# Europäische Stechpalme
Die Europäische Stechpalme (Ilex aquifolium), auch Gewöhnliche Stechpalme, Gemeine Stechpalme, Hülse (englisch: Holly) oder nach dem botanischen Namen Ilex genannt, ist die einzige in Mitteleuropa heimische Pflanzenart der Gattung der Stechpalmen (Ilex) innerhalb der Familie der Stechpalmengewächse (Aquifoliaceae).
Die Europäische Stechpalme war Baum des Jahres 2021 in Deutschland.

## Beschreibung

### Erscheinungsbild, Rinde und Blatt

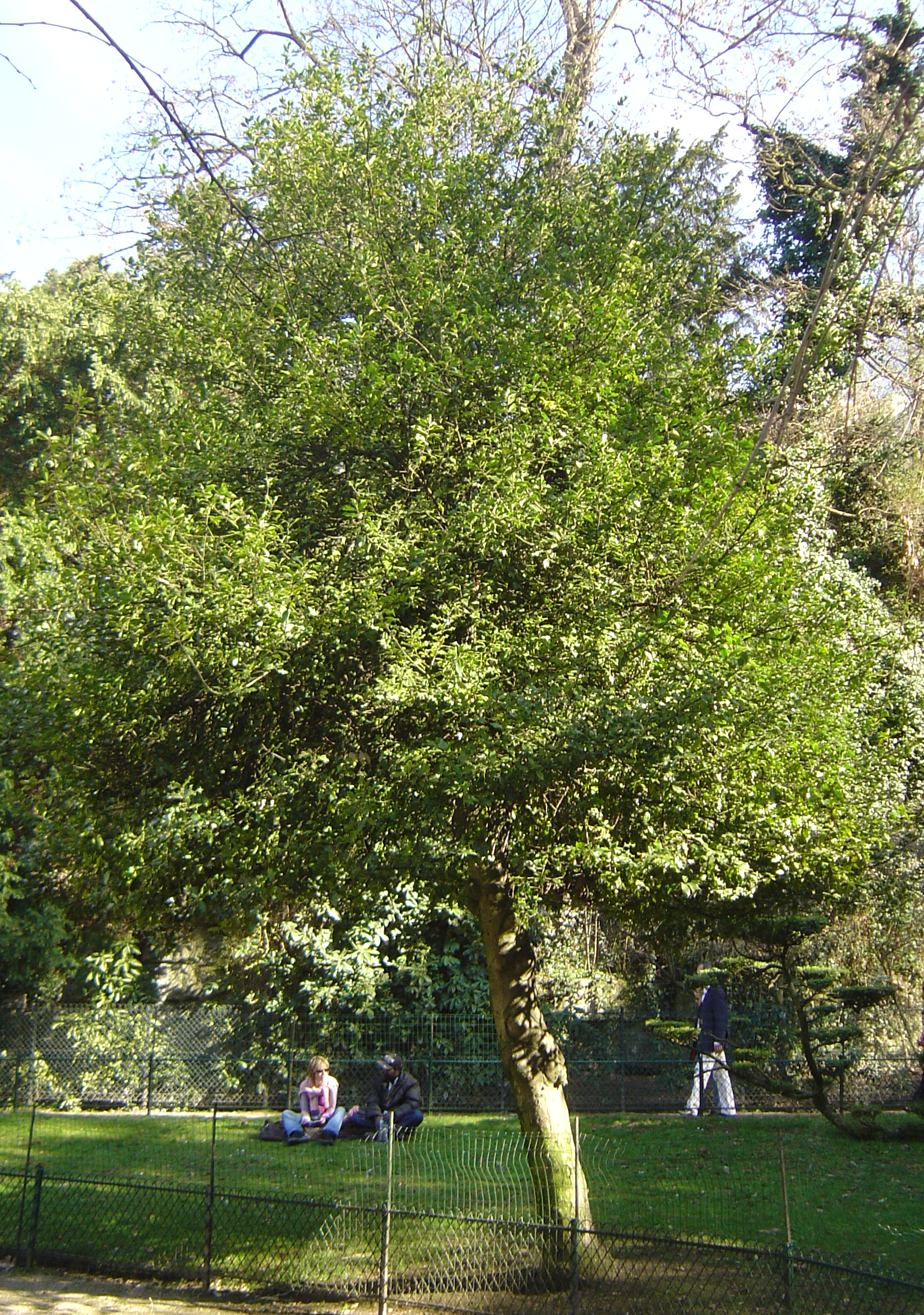
Habitus

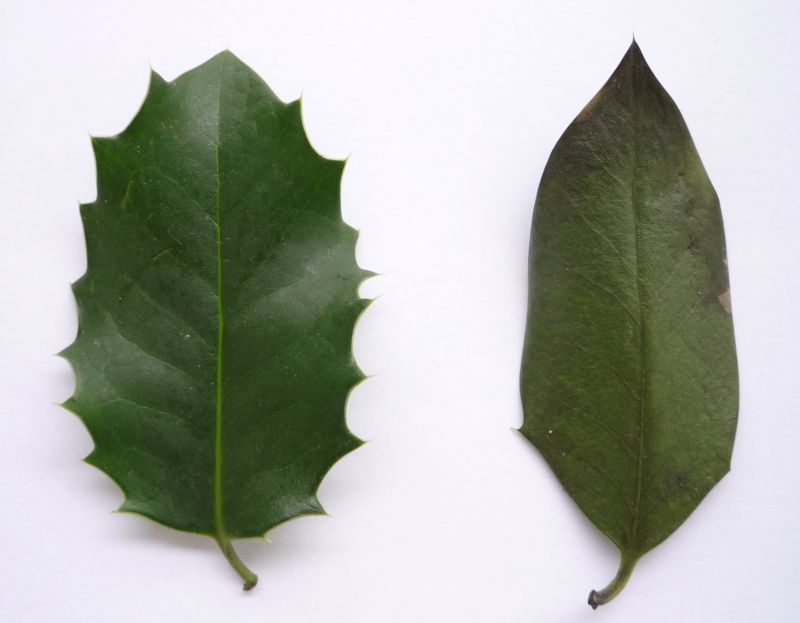
Heterophyllie: links ein Blatt aus ca. 1,50 Meter Höhe, rechts eines aus 4 bis 5 Meter Höhe, bei dem nur drei Dornzähne ausgebildet sind: ein normaler an der Blattspitze, ein verkleinerter links unten sowie ein extrem verkleinerter rechts unten

Die Europäische Stechpalme ist ein immergrüner, aufrechter, ein- oder auch mehrstämmiger, 1 bis 5 Meter hoher Strauch oder ein 10 bis über 20 Meter hoher, dicht verzweigter Baum mit kegelförmiger Krone. Junge Zweige sind grün und dicht behaart, verkahlen jedoch, wenn sie älter werden. Auch die Rinde des Stamms bleibt lange grün und bildet erst spät eine dünne schwarzgraue Borke. Die Stämme der Baumform können Durchmesser von bis zu 150 Zentimeter erreichen. Die Pflanzen werden bis zu 300 Jahre alt.
Die wechselständig angeordneten Laubblätter sind in Blattstiel und -spreite gegliedert. Der Blattstiel ist 10 bis 15 Millimeter lang. Die stachelspitzige Blattspreite ist bis zu 10 Zentimeter lang, relativ dick, kahl und ledrig, auf der Oberseite glänzend dunkelgrün und unterseits gelbgrün. Die Form der Blattspreite ist eiförmig bis elliptisch und am oberen Ende zugespitzt. Der Rand von Blättern aus den unteren Bereichen der Pflanze ist auf beiden Seiten mit stacheligen Zähnen versehen, die alternierend aufwärts und abwärts geneigt sind. Mit zunehmender Höhe der Pflanze bzw. im Alter und im Schatten lässt die Bestachelung nach und es treten vermehrt auch völlig stachelfreie Blätter auf (daher teils starke Heterophyllie). Es sind kleine Nebenblätter vorhanden.

### Blütenstand und Blüte

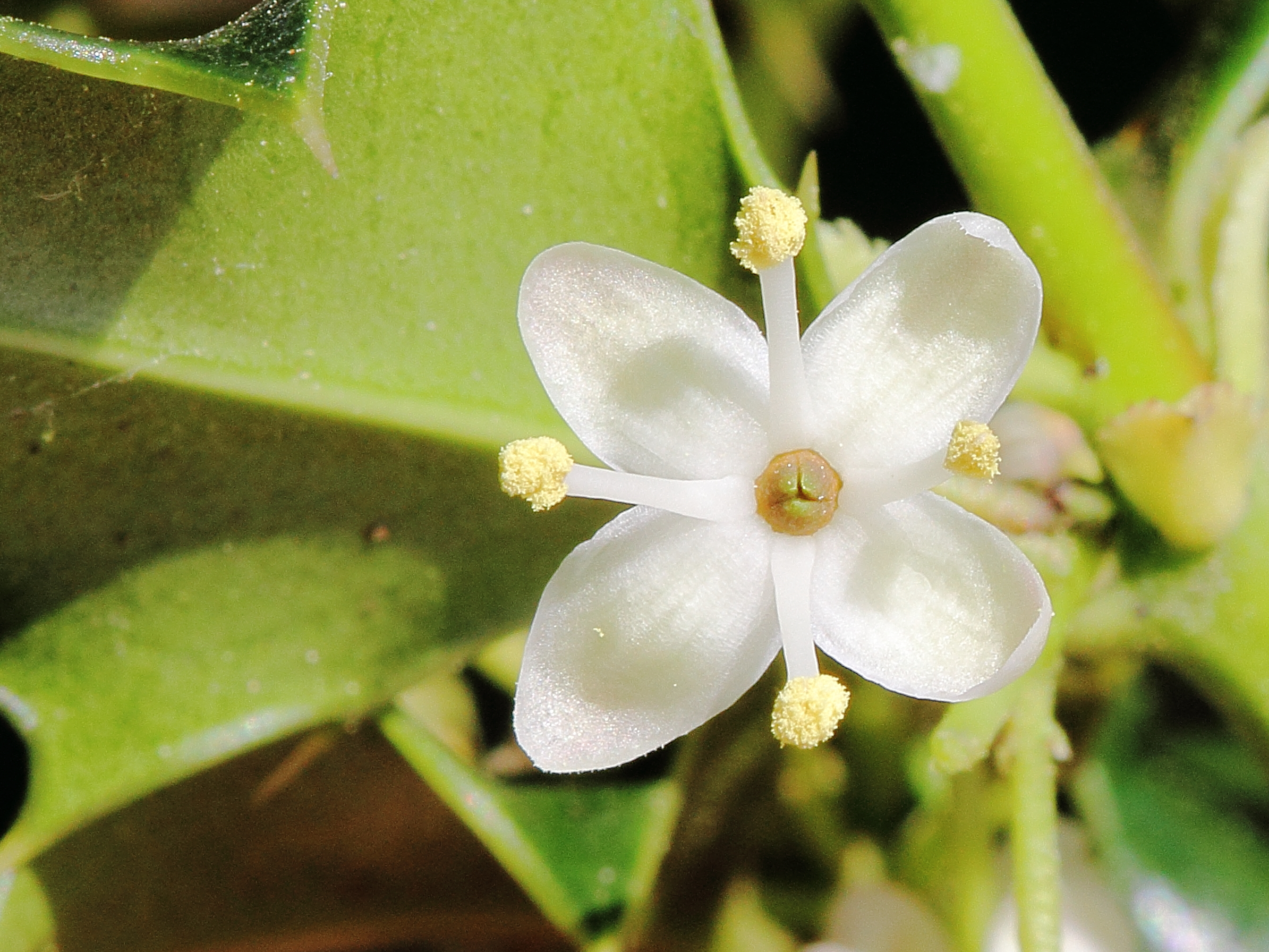
Detailansicht einer vierzähligen männlichen Blüte

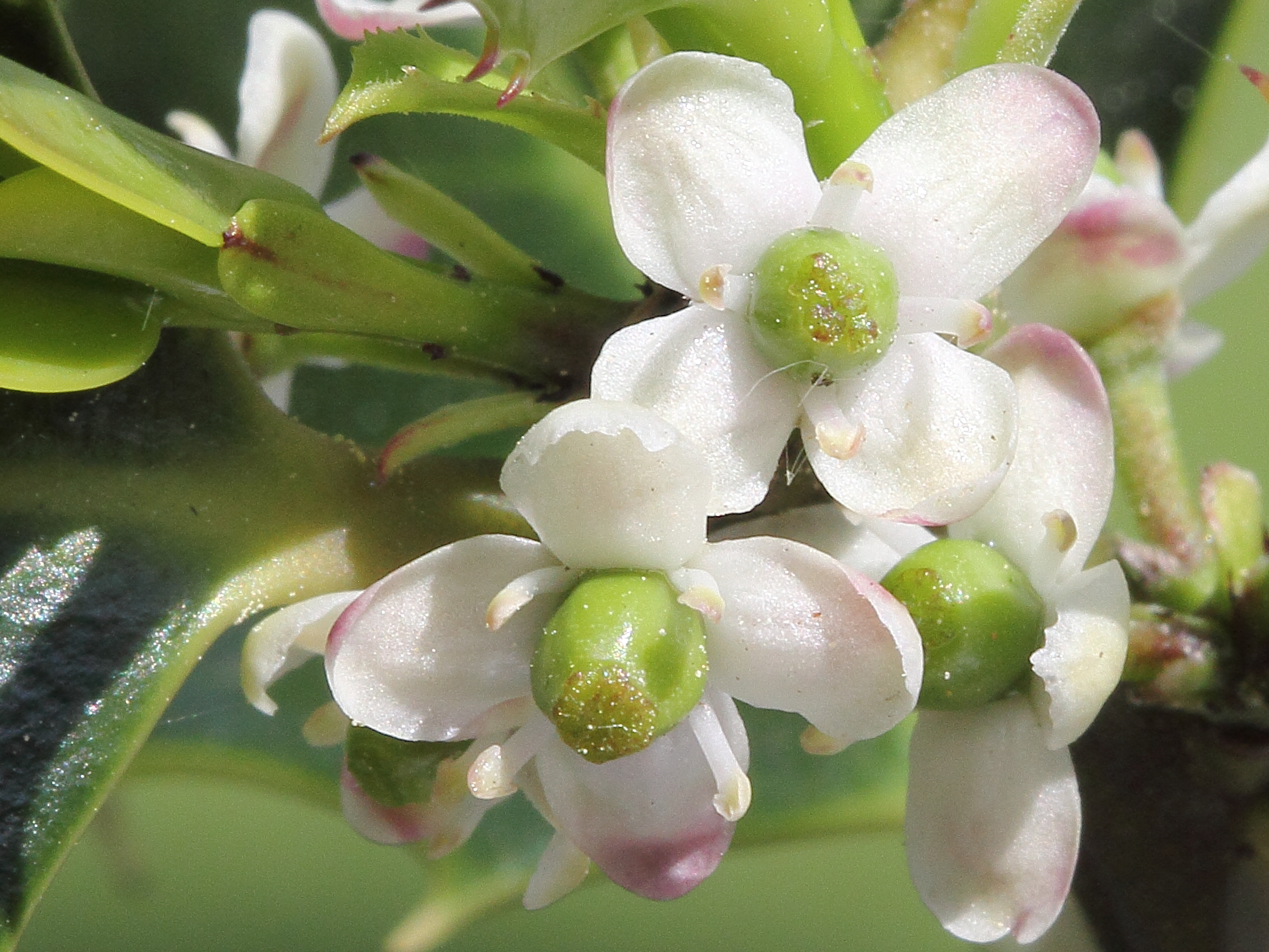
Detailansicht vierzähliger weiblicher Blüten mit sterilen Staminodien

Die Blütezeit liegt am Ende des Vollfrühlings und reicht von Mai bis Anfang Juni. Die Europäische Stechpalme ist meist zweihäusig (diözisch). Das heißt, es braucht eine männliche und eine weibliche Pflanze, damit es zur Fruchtbildung kommt. Wer also pflanzt, muss das bei der Planung berücksichtigen. Die doldigen Blütenstände stehen in den Achseln vorjähriger Blätter. Es ist ein kurzer Blütenstiel vorhanden.
Die weißen, unscheinbaren und funktionell eingeschlechtigen Blüten sind bei einem Durchmesser von etwa 6–8 mm radiärsymmetrisch und meist vier-, selten fünfzählig mit doppelter Blütenhülle. Die 4 oder selten 5 Kelchblätter sind an ihrer Basis verwachsen. Die vier oder selten fünf, manchmal teils rötlichen Kronblätter sind an ihrer Basis verwachsen. In den männlichen Blüten ist nur ein Kreis mit 4 oder selten 5 Staubblättern und ein Pistillode vorhanden. In den weiblichen ein oberständiger, vierkammeriger Fruchtknoten mit sitzender, gelappter Narbe und Staminodien. Es wird am Fruchtknoten bzw. Pistillode Nektar abgesondert.

### Frucht und Samen
Die bei Reife roten, mehrsamigen Steinfrüchte sind bei einem Durchmesser von 8 bis 10 Millimetern kugelig, ellipsoid oder verkehrt-eiförmig, glänzend und saftig mit Narbenresten. Sie enthalten vier Steinkerne, die die Samen enthalten. Die Fruchtreife tritt ab Oktober ein.

### Chromosomensatz
Die Chromosomenzahl beträgt 2n = 40.

## Ökologie

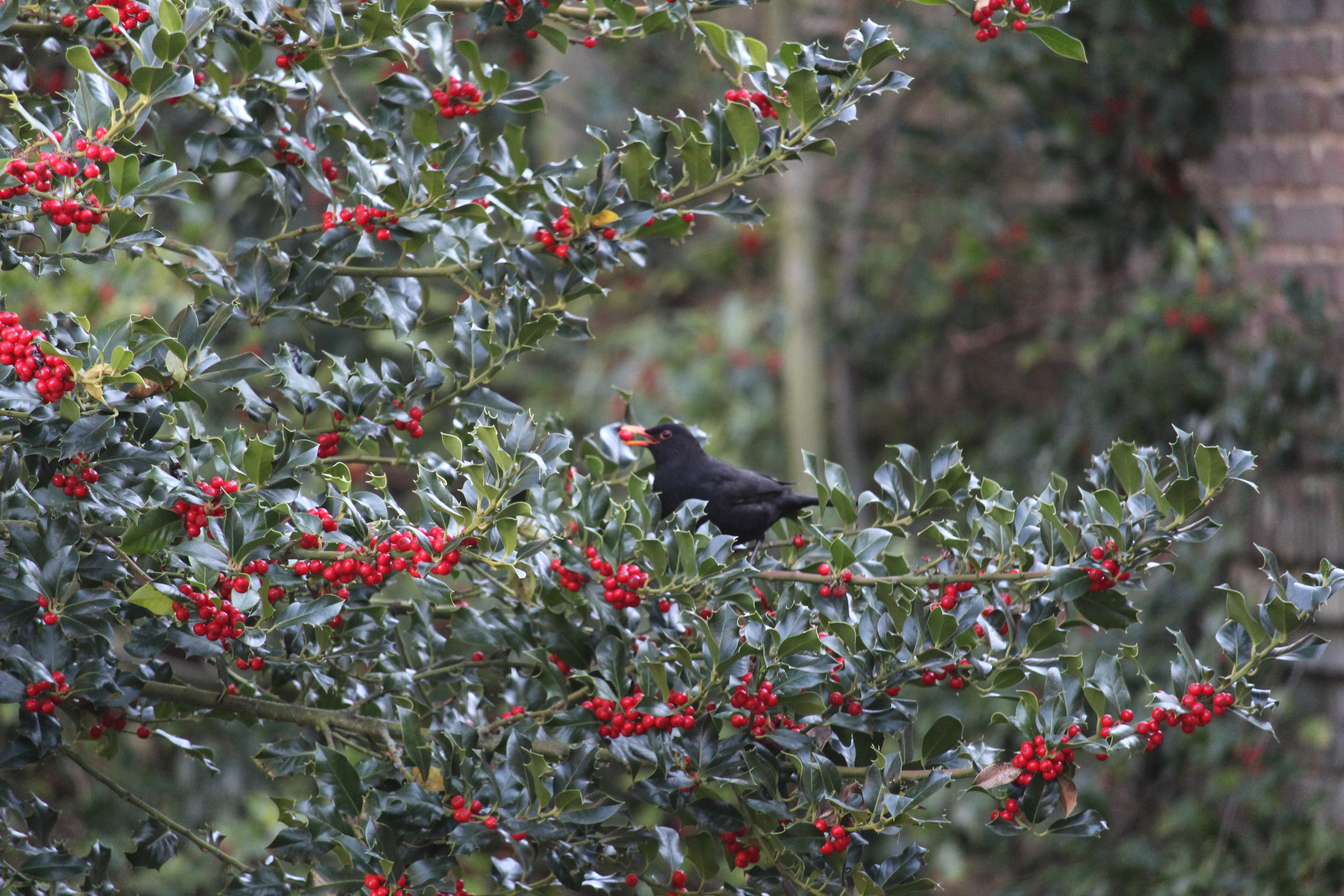
Amsel mit Frucht

Bei der Europäischen Stechpalme handelt es sich um einen skleromorphen (austrocknungstoleranten) Phanerophyten. Die Bestäubung erfolgt durch Insekten, vor allem Bienen. Trotz der wehrhaften Blätter wird vor allem im Winter das feste Laub vom Wild verbissen. Die immergrüne Stechpalme ist im Winter auch ein beliebter Schlafplatz für kleinere Vögel und Überwinterungsstätte für Zitronenfalter.
Die Samen werden von Drosseln, Rotkehlchen und Mönchsgrasmücken verbreitet (Endochorie, Verdauungsausbreitung). Den Vögeln schaden die Giftstoffe der Früchte offenbar nicht. Die Früchte werden erst weich und für Vögel essbar, wenn sie mehrmals Frost bekommen haben, und können den ganzen Winter  an der Pflanze bleiben, ohne zu verderben. Insgesamt sind in Mitteleuropa jedoch nur 12 Vogelarten bekannt, die Ilex-Beeren fressen. Im Vergleich dazu sind andere Arten, wie z. B. die Vogelbeere, die von 63 Arten gefressen wird, deutlich beliebter.

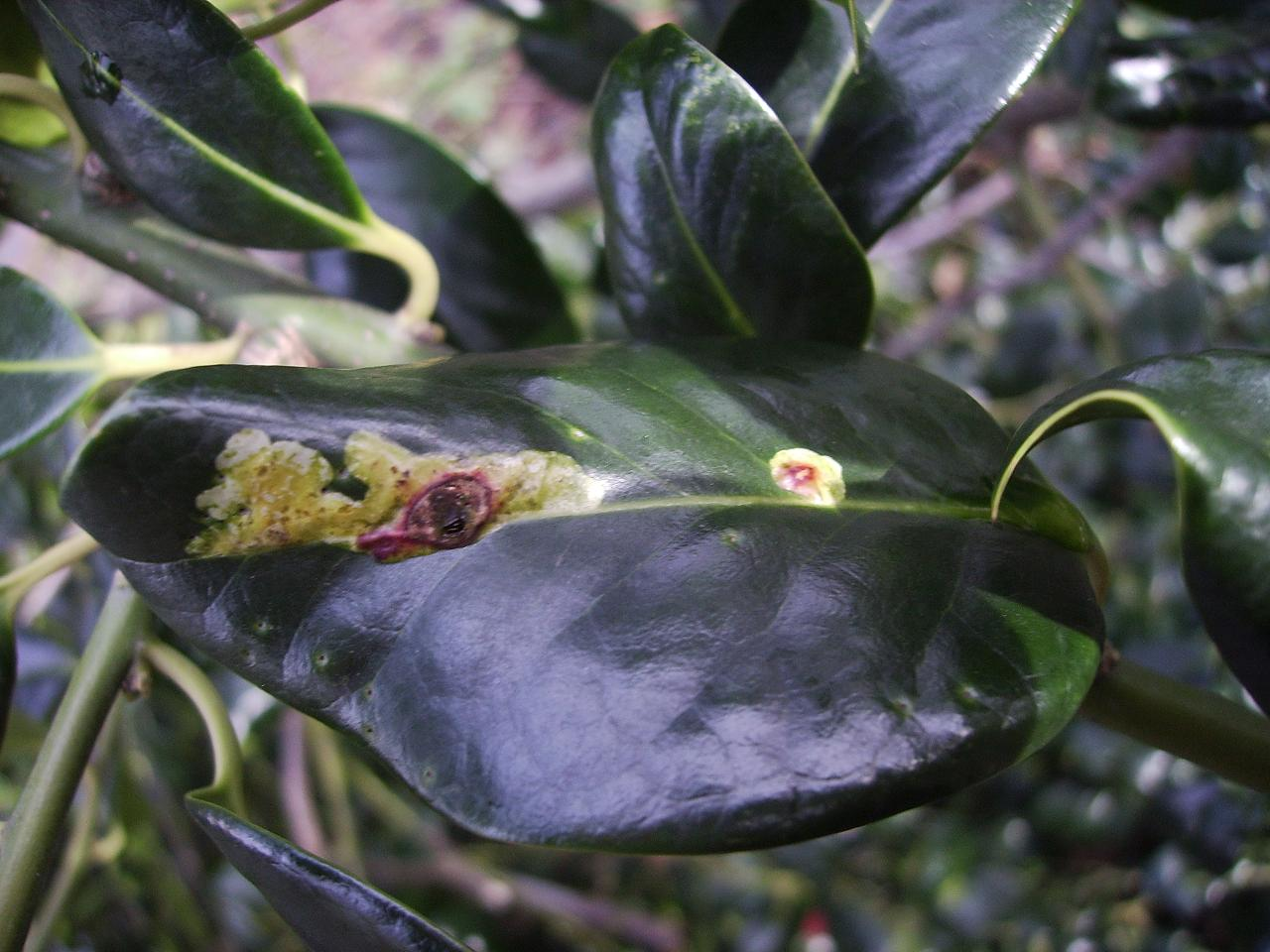
Fraßbild der Larve der Ilex-Minierfliege (Phytomyza ilicis)

Zu den wenigen Feinden der Stechpalme zählt die Ilex-Minierfliege (Phytomyza ilicis), deren Larve die Blätter befällt.
Die Fliegen treten von Ende Mai bis Ende Juni auf und legen ihre Eier einzeln auf der Blattunterseite an die Mittelrippe oder an den Blattstiel frischer Stechpalmenblätter. Die monophagen Larven fressen sich nach dem Schlupf vom Inneren der Mittelrippe in Richtung Blattspitze. Die typische, gelbe Verfärbung am Blatt zeigt sich erst nach der 2. Häutung der Larve.
Ein weiterer, insbesondere bei Gärtnern sehr unbeliebter Schädling ist die Blattlaus Aphis ilicis, die auch Ilexblattlaus (bzw. Ilex-Blattlaus) genannt wird und sich wie die Ilex-Minierfliege ausschließlich von Stechpalmen ernährt, wobei bevorzugt Jungtriebe befallen werden. Die vivipare Art bringt durch Jungfernzeugung bis zu 50 Jungtiere zur Welt. Die Blattläuse sind 2 bis 3 mm groß und olivbraun bis rötlich gefärbt und ähneln optisch der verwandten Schwarzen Bohnenlaus. Durch die Abgabe von Honigtau werden nicht nur Ameisen angelockt, auch Rußtaupilze siedeln sich an. Befallene Blätter rollen sich zur Unterseite hin meist deutlich sichtbar ein und sollten, insbesondere bei starkem Befall, entfernt werden.

## Vorkommen und Gefährdung

Vorkommen der Europäischen Stechpalme in Europa und Nordwestafrika

Die Europäische Stechpalme ist ein submediterran-subozeanisches Florenelement. Sie findet sich in Gebieten mit milden Wintern und nicht zu trockenen Sommern wie dem atlantisch beeinflussten Europa, obwohl sie mit einer sehr ausgeprägten Xerophyllie der Blätter (verdickte Zellwände und verstärkte Wachsschicht zum Schutz vor intensiver Bestrahlung und Trockenstress) ein Hartlaubgewächs ist. Solche Pflanzen sind eher für das Mittelmeerklima typisch. Im Mittelmeerraum, Südosteuropa und Nordafrika kommt Ilex aquifolium jedoch nur in Hochlagen mit entsprechendem Klima vor, in Mitteleuropa im Flachland und im Alpenvorland bis in Höhenlagen von 1800 Metern aufsteigend. In den Allgäuer Alpen steigt sie am Nordanstieg des Kegelkopfes in Bayern bis 1400 Meter Meereshöhe auf. In den Vogesen erreicht sie 1050 Meter, im Berner Oberland 1480 Meter und im Wallis 1500 Meter Meereshöhe.
Außerhalb Europas kommt Ilex aquifolium in Nordafrika, im Kaukasusraum und im nördlichen Iran vor. Die Nordgrenze ihrer natürlichen Verbreitung deckt sich etwa mit dem Verlauf der 0-°C-Januar-Isotherme. In der Mitte des 20. Jahrhunderts erstreckte sich ihr natürliches Vorkommen nur bis Dänemark und das südwestliche Norwegen, in den vergangenen Jahrzehnten hat sie ihr Areal jedoch nach Norden und Nordosten hin ausgeweitet, was mit dem Anstieg der Wintertemperaturen in diesem Zeitraum in Verbindung gebracht wird. Sie wurde an der Küste Norwegens bis 63 °N nachgewiesen und hat an küstennahen Standorten im südlichen Schweden und auf Bornholm Fuß gefasst. Sie gilt in Winterhärte-Zone 7b als frosthart.
In Deutschland kommt die Europäische Stechpalme im Bereich des Mittelgebirgsgürtels vor allem westlich des Rheins, im Schwarzwald, im nördlichen Tiefland und im Alpenvorland auch weiter östlich vor. In Deutschland steht die Stechpalme nach der Bundesartenschutzverordnung unter besonderem Schutz. In Österreich, wo sie sonst selten ist, findet sie sich zerstreut in Vorarlberg; in Wien, Kärnten und Osttirol fehlt sie. Im östlichen Alpengebiet ist sie stark gefährdet.
Ilex aquifolium ist außerhalb der Heimat als Neophyt verwildert und wird in Kalifornien als invasive Art bewertet, sodass sie auf der dortigen „State Invasive List“ aufgeführt ist.
Bevorzugt wächst die Europäische Stechpalme auf nährstoffreichen und kalkarmen, lockeren oder auch steinigen Lehmböden. Sie scheut Licht und gedeiht am besten im Halbschatten oder Schatten. In Mischwäldern wächst die Strauchform, da sie viel Schatten verträgt. Die Stechpalme bildet Wurzelsprosse und wächst deshalb oft in großen Beständen. Man findet die Europäische Stechpalme in Mitteleuropa zerstreut, aber meist gesellig vor allem in Buchen- und Buchen-Tannen-Wäldern, auch in frischen Eichen-Hainbuchen- oder Eichen-Birkenwäldern.
Nach Ellenberg ist sie ein Mäßigwärmezeiger mit ozeanischem Verbreitungsgebiet, ein Frischezeiger und auf mäßig stickstoffreichen Standorten wachsend. Sie ist eine Klassencharakterart der Sommerlaubwälder (Querco-Fagetea).
Die ökologischen Zeigerwerte nach Landolt et al. 2010 sind in der Schweiz: Feuchtezahl F = 2+ (frisch), Lichtzahl L = 2 (schattig), Reaktionszahl R = 3 (schwach sauer bis neutral), Temperaturzahl T = 3+ (unter-montan und ober-kollin), Nährstoffzahl N = 3 (mäßig nährstoffarm bis mäßig nährstoffreich), Kontinentalitätszahl K = 2 (subozeanisch).

## Trivialnamen und Ortsnamen

Stechpalme im Dreipass – Wappen von Hülsede

Regional existieren viele Trivialnamen für diese Art; in Deutschland sind etwa die Bezeichnungen Hülse bzw. Hölse und Hulstbaum gebräuchlich. Diesen verdanken die Orte Hülsede, Hüls, Hüllhorst, Hülsenbusch, Hülscheid oder der Geburtsort von Annette von Droste-Hülshoff ihren Namen. Die Stadt Hüllhorst führt den Ilex offiziell als Kennzeichen (Jugendcafé Ilex, Ilex-Halle usw.). Aus der englischen Bezeichnung holly ist der Name des wohl berühmtesten Stadtteils von Los Angeles, Hollywood, abgeleitet.
In der Eifel und im Hunsrück gibt es die Bezeichnung als Walddistel. In Österreich wird die Pflanze auch als Stechlaub (Vorarlberg), Schralab, Schradl oder Schradlbam (Ober- und Niederösterreich) bezeichnet. In Teilen Altbayerns wird die Pflanze auch als Wàxlàwà bezeichnet (erste Silbe entweder von „Wachs“ oder dem altbairischen Adjektiv wàx für „scharf“, demnach also „Wachs-“ oder „Scharf-Laub[er]“).

## Giftigkeit
Die Blätter der Europäischen Stechpalme sowie die (roten) Beerenfrüchte sind gering giftig. In älterer Literatur werden insbesondere die Beeren als stark giftig beschrieben (20 bis 30 Beeren als tödliche Dosis).
Nach aktuellem Stand werden die Beeren hingegen als gering giftig eingestuft.
Als Symptome einer Vergiftung werden Übelkeit, Erbrechen, in älterer Literatur auch Herzrhythmusstörungen, Lähmungen, Nierenschäden, Durchfall, Magenentzündung und Schläfrigkeit beschrieben.

## Verwendung
In gemäßigten Gebieten wird die Stechpalme als Zierpflanze in Gärten und Parks angepflanzt. Neben der Wildform sind mehrere Kulturformen im Handel, teils mit anderer Blattgestalt und anderen Blattfarben. An der Westküste der USA, in den Bundesstaaten Kalifornien, Washington, und Oregon sowie in der kanadischen Provinz British Columbia wurden Plantagen angelegt, um die Nachfrage nach Weihnachtsschmuck zu befriedigen.

### Laub und Zweige
Die belaubten Zweige können gebündelt und, an einem Seil befestigt, zur Schornsteinreinigung verwendet werden. Dabei funktioniert der Stechpalmenbüschel wie eine Stahlbürste.
Zweige und Blätter der Pflanze wurden einst auch gegen die Ratten- und Mäuseplage eingesetzt. So ist aus Lübeck bekannt, dass im Kanzleigebäude Hohlräume in Decken zur Abwehr mit „Hülsbusch“ ausgefüllt waren.
In den niederösterreichischen Voralpen (Wienerwald, Mostviertel, Elsbeerreich) gehörte die Stechpalme zum traditionellen Bauerngarten. Zumindest ein Baum wurde in ein nördliches Eck (um den Garten durch den Baum möglichst wenig zu beschatten) gesetzt. Bei verlassenen, brach liegenden Gehöften zeigt sie an, wo sich einst das 'Gartl' befand.

### Beeren
Im Elsass wird aus den Beeren ein Obstbrand, Baie de Houx, hergestellt. Dabei werden die Beeren einer Mazeration in Weinbrand unterzogen, danach erfolgt eine  Destillation.
Die giftigen Früchte wurden früher gegen Verstopfung und Epilepsie und die Blätter gegen Magenschwäche, das Wechselfieber und in Südeuropa gegen Rheuma verwendet. Die gerösteten Samen dienten als Kaffee-Ersatz. In ihnen sind nach neuen Untersuchungen Antioxidantien enthalten, Derivate der Phenylessigsäure.
.

### Holz
Das dichte, schwere, gut polierbare grünliche Holz wurde früher zu Intarsien oder Druckstöcken für Holzschnitte verarbeitet, auch zu Messerfurnieren oder Spazierstöcken. In der Feintischlerei diente es als Ebenholzersatz, da es dunkle Lacke gut annimmt.
Ein bekanntes Stück Hülsenholz ist Johann Wolfgang von Goethes Spazierstock; er steht im Goethehaus in Weimar.
Das Schwert von Groatsetter besteht aus Stechpalmenholz.

## Symbolik

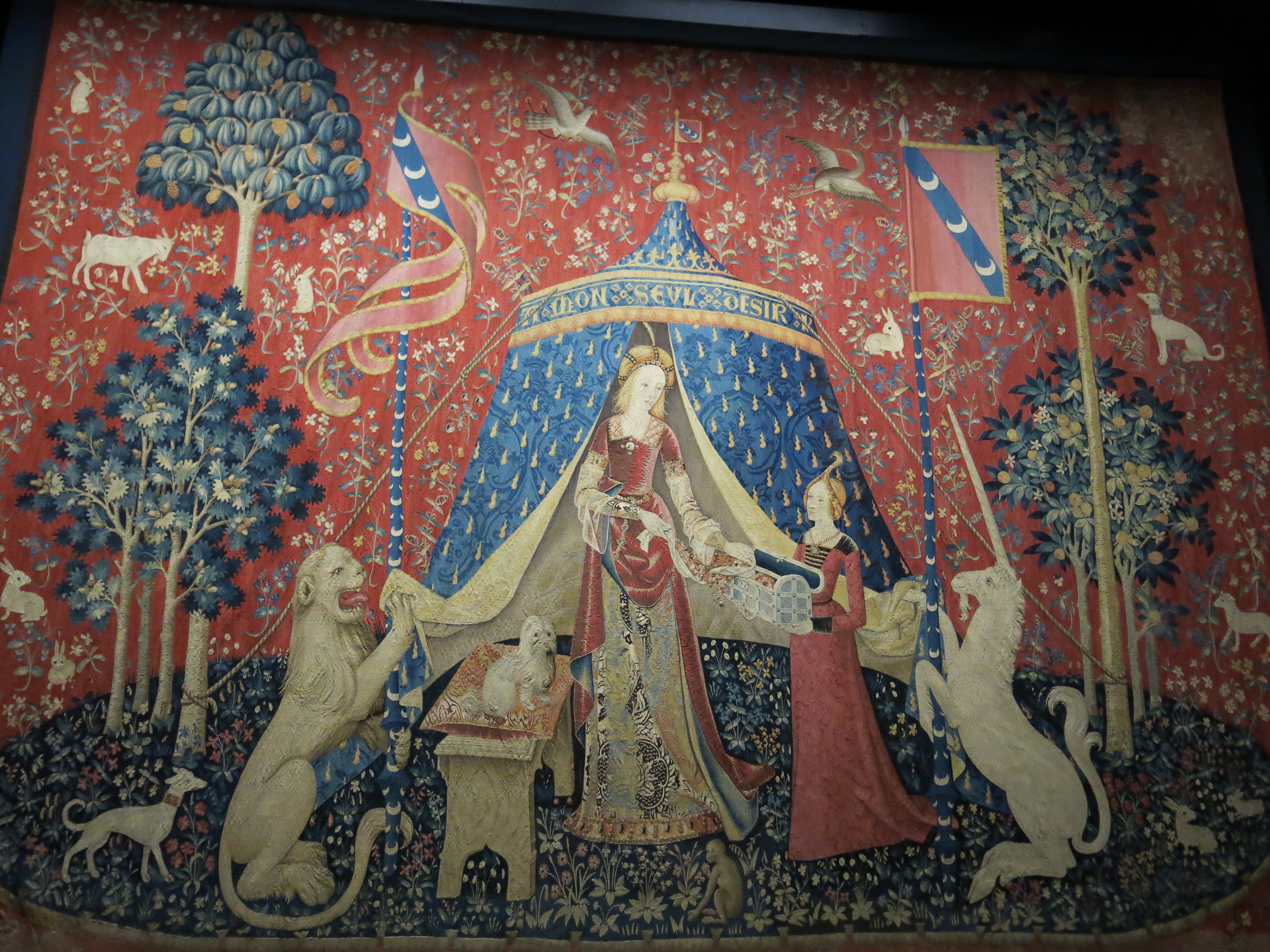
Die Dame mit dem Einhorn (La Dame á la licorne) im Musée national du moyen Âge – die Stechpalme ist rechts oben abgebildet

Redendes Wappen von Houx (als frz. Bezeichnung für Stechpalme)

Da Bäume mit immergrünem Laub in Mitteleuropa sehr selten sind, wurden sie von den Germanen und den Kelten verehrt. Schon vor der Eroberung Britanniens durch die Römer war es Sitte, den Wohnraum mit beerentragenden Ilex-Ästen und Efeu (männliches und weibliches Prinzip) zu schmücken. Auch Plinius der Ältere erwähnt bereits die Verwendung als Hausschmuck.
Das sattgrüne Laub und die kräftig roten Beeren, die zu einer dunklen Jahreszeit erschienen, verkörpern die Farben der Hoffnung und der Liebe. Im Christentum werden sie verbunden mit Leben und Blut. Am Palmsonntag wird des Einzugs Jesu in Jerusalem gedacht. Zu diesem christlichen Feiertag werden in der gemäßigten Klimazone mangels echter Palmenzweige die Zweige von immergrünen oder zu dieser Jahreszeit bereits ergrünten Pflanzen (Weiden, Buchsbaum, Stechpalme) als Palm geweiht. Von dieser Tradition lässt sich der Namensteil Palme ableiten.
Johann Wolfgang von Goethe schrieb zur Verwendung an christlichen Festen:
Im Vatikan bedient man sich
Palmsonntag echter Palmen
Die Kardinale beugen sich
und singen alte Psalmen.
Dieselben Psalmen singt man auch,
Ölzweiglein in den Händen,
Muß im Gebirg zu diesem Brauch
Stechpalmen gar verwenden.
In Großbritannien und Nordamerika werden heutzutage Stechpalmenzweige auch gerne als Weihnachtsschmuck benutzt, da sich Blätter und Früchte auch in warmen Wohnräumen lange an den Zweigen halten. Von diesem Brauch leitet sich auch der Name des bekannten englischen Weihnachtsliedes Deck the Halls with boughs of holly ab.
Besonders in Lagen mit hoher Luftfeuchtigkeit konnte die Stechpalme undurchdringliche Dickichte bilden, in denen Familien in Kriegs- und Räuberzeiten ihr Leben mitsamt Hab und Gut retten konnten. Deshalb wird diese Pflanze auch als Symbol für den Schutz vor allem Bösen angesehen.
Da die Blätter am unteren Stammende stärker bewehrt sind als am oberen Stammende, den das Wild nicht mehr erreicht, und dort fast glattrandige Blätter ausbildet, wird die Stechpalme auch als Symbol der weisen Voraussicht gewertet. Auf die starke Vermehrung der Hülse bezieht sich ihr Ruf als Waldunholz und der Spruch: „Ilse bilse, keiner willse, die böse Hülse!“
Auch in der Literatur wird die Stechpalme behandelt. J. R. R. Tolkien hatte ein Faible für den Hulstbaum; in seinem Roman Der Herr der Ringe ist das Land Hulsten (Hollin im englischen Original) Herkunftsland der Elbenringe, was er umfangreicher auch im Silmarillion beschrieb. Der Zauberstab von Harry Potter war aus Stechpalmenholz gefertigt.
Auf dem Millefleurs-Wandbehang Die Dame mit dem Einhorn (fr. La Dame à la licorne), einer sechsteiligen Bildwirkerei aus dem Ende des 15. Jahrhunderts, die im Pariser Musée national du Moyen Âge (bis 1980 Musée de Cluny) ausgestellt ist, befinden sich jeweils stilisierte Abbildungen einer Stechpalme, die hier als Symbol der Druiden für Tapferkeit sowie als eine der vier Kardinaltugenden nach Platon eingefügt sind.